# 11041 Fechner
11041 Fechner è un asteroide della fascia principale. Scoperto nel 1989, presenta un'orbita caratterizzata da un semiasse maggiore pari a 2,3810618 UA e da un'eccentricità di 0,1019549, inclinata di 6,79208° rispetto all'eclittica.